# Milford (Ohio)
Milford – miasto w Stanach Zjednoczonych, w południowo-zachodniej części stanu Ohio.
Liczba mieszkańców w 2020 roku wynosiła 6582.